# Scott Litt

Producer Scott Lit

Scott Warren Litt (nascido em 10 de março de 1954)  é um produtor musical americano que trabalha principalmente com artistas do gênero rock alternativo e é mais conhecido por produzir seis álbuns do REM, no final dos anos 1980 e início de meados da década de 1990, durante o período de maior sucesso da banda.

## Biografia
Litt iniciou a trabalhar como engenheiro de 1970, trabalhando em gravações de Ian Hunter e Carly Simon . Ele fez sua estreia como produtor com o álbum Repercussion do The dB's em 1982, passando a trabalhar com Chris Stamey, Matthew Sweet e Beat Rodeo . Sua descoberta como produtor veio em 1987 com o álbum Document do REM . Litt trabalhou pela primeira vez com a banda na faixa "Romance" para a trilha sonora de um filme, e iniciou uma longa colaboração com a banda, que incluiu a produção de seus álbuns Green (1988), Out of Time (1991). ), Automático para o Povo (1992), Monstro (1994) e Novas Aventuras em Hi-Fi (1996). Em 1997, REM e Litt interromperam a colaboração.
Além do REM, a banda de maior sucesso comercial com a qual Litt trabalhou foi o Nirvana, para quem mixou os singles " Heart-Shaped Box " e " All Apologies " do álbum In Utero de 1993, e o lançamento póstumo MTV Unplugged in New York (1994). ). Litt também remixou " Pennyroyal Tea ", que foi programado para ser lançado no single, mas foi cancelado logo após a morte de Kurt Cobain. Seu remix pode ser encontrado nas versões do Wal-Mart e Kmart de In Utero, bem como no Nirvana, a coleção de maiores sucessos do Nirvana. Em 1999 e nos anos 2000, Litt trabalhou com Incubus para produzir dois de seus discos Make Yourself (1999) e Morning View (2001). Litt também mixou músicas para Hole, incluindo "Miss World", "Asking For It", "Jennifer's Body" e "Softer, Softest" de seu álbum Live Through This .
Ele também trabalhou para Liz Phair, Juliana Hatfield, as Indigo Girls, Paul Kelly, New Order, The Replacements, Patti Smith (Dream of Life), The Woodentops , That Petrol Emotion, Counting Crows, Days of the New, The Get Up Kids, Ziggy Marley e Alela Diane.